# Burkhard Weisbriach
Burkhard von Weisbriach, aussi nommé Burchard von Weissbruch, né vers 1420 ou 1423 au château de Weißpriach et mort le 16 février 1466 à Salzbourg, est un cardinal et prince-archevêque de Salzbourg du XVe siècle.

## Biographie
Il est né d'une famille des ministériels de l'archevêché de Salzbourg au région du Lungau. En 1448, il fut nommé chanoine de la cathédrale de Salzbourg et devient le prévôt du chapitre en 1452. 
Burkhard remplit plusieurs missions délicates pour prélats, rois et nobles, notamment dans le conflit entre l'empereur Frédéric III et son frère le duc Albert VI d'Autriche. Il également joue le rôle de médiateur dans le conflit qui oppose le cardinal Nicolas de Cues, évêque de Brixen, à l'archiduc Sigismond d'Autriche, comte de Tyrol. Il est estimé par le pape Pie II, qui lui a créé cardinal in pectore au titre de Santi Nereo ed Achilleo de lors du consistoire du 5 mars 1460, mais ne publie cette création que le 31 mai 1462. 
Burkhard est élu prince-archevêque de Salzbourg le 15 novembre 1461, il est confirmé par le pape le 15 janvier 1462. Son règne comme seigneur temporel est éclipsé par le népotisme et également par les incursions ottomanes dans les pays de Styrie et Carinthie au sud. Il est à l'initiative de nombreux travaux à la forteresse de Hohensalzburg et aux fortifications de la cité. Lors du quadruplement de quelques taxes, il y a une révolte des paysans dans les régions de montagne en 1462. L'insurrection ne finit qu'après l'arbitrage de son puissant voisin, le duc Louis IX de Bavière. L'archevêque s'est employé à renforcer la stabilité et les bonnes relations avec le duché de Bavière et les pays autrichiens des Habsbourg.
Le cardinal Weisbriach ne participe pas au conclave de 1464, lors duquel Paul II est élu pape. En 1465 il fonde une église collégiale avec 12 canonicats à l'église de Mülln au nord de Salzbourg.